# 베츨라어

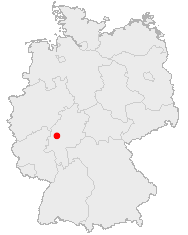
베츨라어

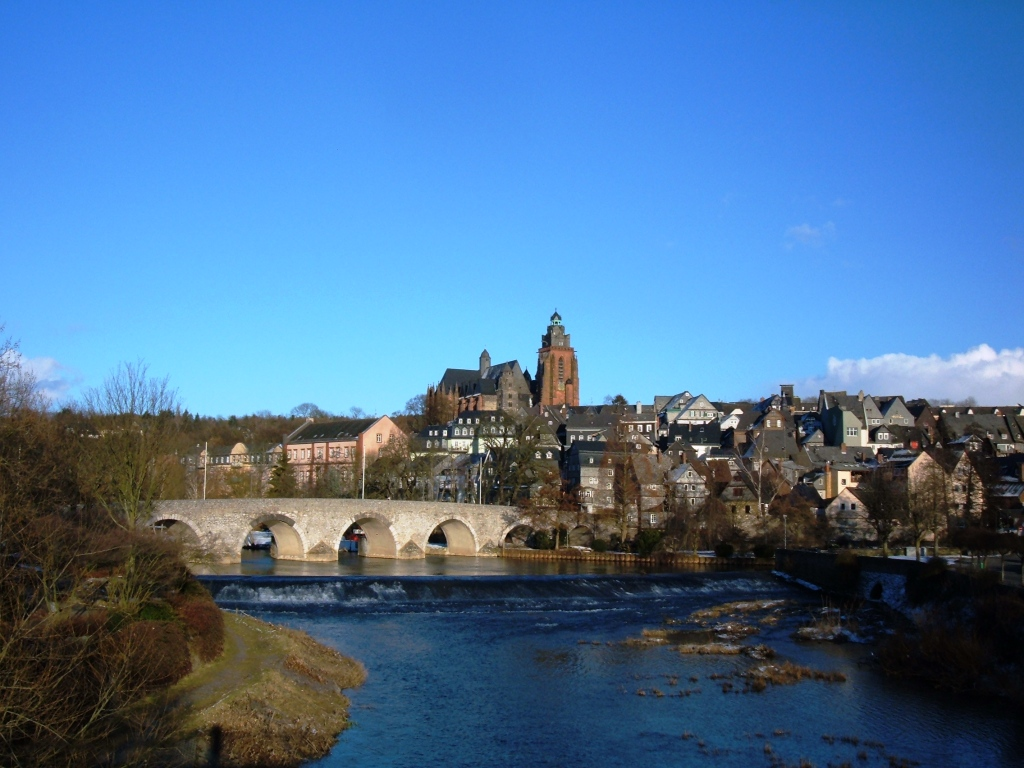
베츨라어

베츨라어(독일어: Wetzlar)는 독일 헤센주에 있는 도시이다.